# 星座 (クルアーン)
『星座』とは、クルアーンにおける第85番目の章（スーラ）。22の節（アーヤ）から成る。マッカ啓示に分類される。

## 内容
冒頭の「諸星座のある天において」に因んでこの題名が付けられている。
ムスリム共同体（ウンマ）とその迫害者の審判の日における賞罰が述べられる。
21-22節には、クルアーンは、第7天の上に保存された書板（lawḥ maḥfūẓ ラウフ・マフフーズ）の上に銘記されていることが、説明されている。